# Alpes de Albula
 Los Alpes de Albula son una cadena montañosa en los Alpes del este de Suiza. Se les considera parte de los Alpes centrales del este, más específicamente de los Alpes réticos occidentales. Llevan el nombre del río Albula. Los Alpes de Albula están separados de los Alpes de Oberhalbstein en el oeste por el puerto de Septimer y el valle de Sursés; de los Alpes de Plessur en el noroeste por el valle de Landwasser; del grupo Silvretta en el noreste por el puerto de Flüela; de la cordillera de Bernina en el sureste por el puerto de Maloja y el valle del río Eno (Engadine superior). 
Los Alpes de Albula son drenados por los ríos Albula, Gelgia, Landwasser y Eno. 

## Picos

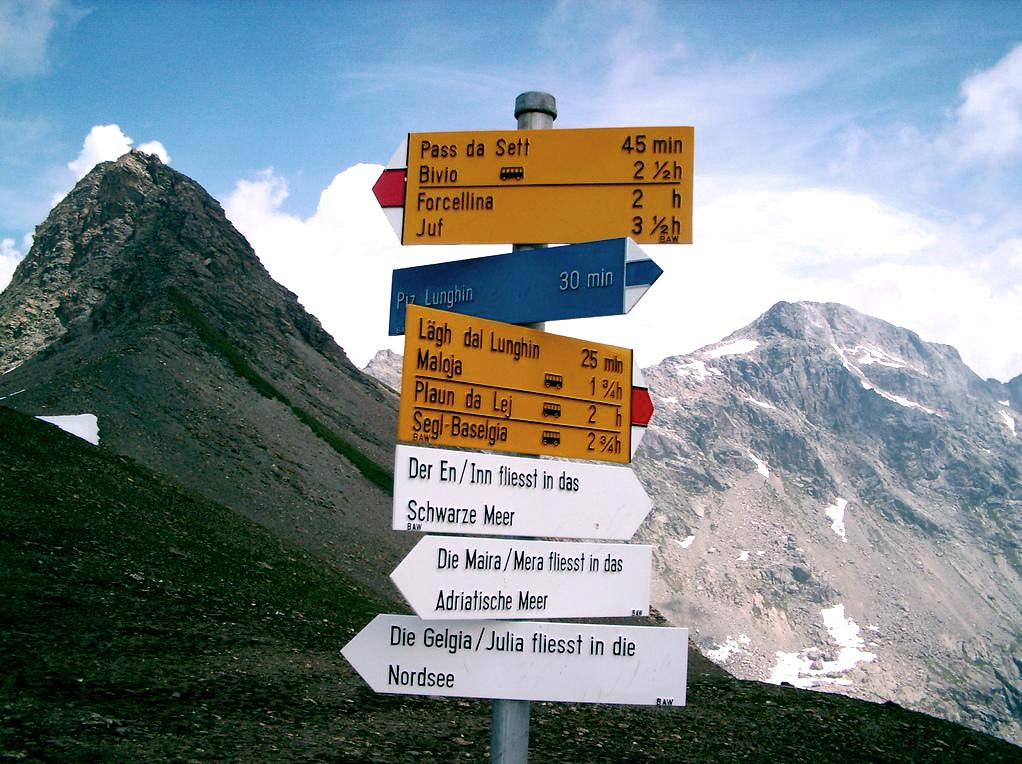
Puerto de Lunghin (cuenca hidrográfica principal)

Los picos principales de los Alpes de Albula son: 
| Pico                          | Elevación |
| ----------------------------- | --------- |
| Piz Kesch                     | 3418 m    |
| Piz Calderas                  | 3397 m    |
| Piz Julier / Gülgia           | 3380 m    |
| Piz d'Err                     | 3378 m    |
| Piz Ela                       | 3339 m    |
| Piz Üertsch                   | 3267 m    |
| Piz Ot                        | 2645 m    |
| Piz Jenatsch                  | 3250 m    |
| Piz Vadret (S-Chanf)          | 3229 m    |
| Piz Sarsura                   | 3178 m    |
| Tinzenhorn / Corn da Tinizong | 3173 m    |
| Piz Lagrev                    | 3165 m    |
| Piz Mitgel                    | 3159 m    |
| Schwarzhorn (Flüela)          | 3146 m    |
| Hoch Ducan / Piz Ducan        | 3063 m    |
| Piz Bial                      | 3061 m    |
| Piz Forun                     | 3052 m    |
| Piz Arpschella                | 3032 m    |
| Piz dal Ras                   | 3028 m    |
| Piz Grevasalvas               | 2932 m    |
| Piz Lunghin                   | 2780 m    |

## Puertos
Los Alpes Albula están atravesados por un túnel ferroviario, debajo del puerto de Albula. Los principales puertos de montaña de los Alpes de Albula son: 
| Puerto de montaña      | ubicación                   | tipo                | elevación (m / ft) | elevación (m / ft) |
| ---------------------- | --------------------------- | ------------------- | ------------------ | ------------------ |
| Fuorcla calderas       | Mulegns a Bever             | nieve               | 3130               | 10,270             |
| Fuorcla d'Eschia       | Madulain a Bergün           | nieve               | 3008               | 9869               |
| Puerto de Sertig       | Davos a S-chanf             | sendero             | 2762               | 9062               |
| Tinzentor              | Bergün a Savognin           | sendero             | 2718               | 8918               |
| Puerto de Ducan        | Davos a Bergün              | sendero             | 2671               | 8763               |
| Forcella di Lunghino   | Maloja al paso Septimer     | sendero             | 2635               | 8645               |
| Puerto de Scaletta     | Davos a S-chanf             | camino de herradura | 2619               | 8593               |
| Puerto de Suvretta     | St. Moritz a Val Bever      | camino de herradura | 2618               | 8590               |
| Fuorcla d'Alp Fontauna | Bergün a S-chanf            | sendero             | 2615               | 8580               |
| Puerto Grialetsch      | Davos a Susch               | sendero             | 2546               | 8353               |
| Puerto de Flüela       | Davos a Susch               | la carretera        | 2389               | 7838               |
| Puerto de Albula       | Bergün a La Punt Chamues-ch | la carretera        | 2315               | 7595               |
| Puerto deSeptimer      | Bivio a Val Bregaglia       | camino de herradura | 2311               | 7582               |
| Puerto deJulier        | Thusis a Silvaplana         | la carretera        | 2287               | 7504               |
| Puerto de Maloja       | St. Moritz a Chiavenna      | la carretera        | 1815               | 5955               |